# Fejervarya orissaensis
Fejervarya orissaensis är en groddjursart som först beskrevs av Sushill K. Dutta 1997.  Fejervarya orissaensis ingår i släktet Fejervarya och familjen Dicroglossidae. IUCN kategoriserar arten globalt som livskraftig. Inga underarter finns listade i Catalogue of Life.